# مسیه ۲۶

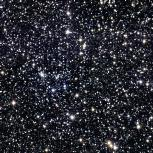
مسیه ۲۶.

مسیه ۲۶(به انگلیسی: Messier ۲۶) یا ان‌جی‌سی ۶۶۹۴ یک خوشه ستاره‌ای خوشه ستاره‌ای باز در صورت فلکی سپر است که فاصله آن از زمین پنج هزار سال نوری و قدر ظاهری آن ۹٫۵ است.
قطر این جرم مسیه، ۲۲ سال نوری است و قدر درخشان‌ترین ستارهٔ آن ۱۱٫۹ می‌باشد. سن این خوشه را ۸۹ میلیون سال محاسبه کرده‌اند.
یکی از پدیده‌های جالب در این خوشه، وجود یک منطقه کم‌ستاره در نزدیکی هستهٔ آن است. این منطقه ممکن است در اثر وجود ابرهایی از ماده میان‌ستاره‌ای که میان ما و مسیه ۲۶ قرار گرفته این‌گونه دیده شود.